# La Femme de Seisaku
La Femme de Seisaku (清作の妻, Seisaku no Tsuma) est une nouvelle de Genjirō Yoshida publiée en 1918.

## Adaptations
La nouvelle La Femme de Seisaku a été adaptée au cinéma :
- 1924 : La Femme de Seisaku (清作の妻, Seisaku no tsuma?) de Minoru Murata
- 1965 : La Femme de Seisaku (清作の妻, Seisaku no tsuma?) de Yasuzō Masumura